# Werner von Breithausen
Werner von Breithausen anche noto come Hermann von Balk o Hermann Balke (fl. XIII secolo) fu il 9º Gran Maestro dell'Ordine di Livonia, in carica dal 1261 al 1263.

## Biografia
Non si sa quasi nulla della vita di Werner von Breithausen: divenne Gran Maestro dell’Ordine di Livonia dal 1261 al 1263, subentrando a Burkhard von Hornhausen. Non è tuttavia pacifico se ne fu il diretto successore oppure se vi fu un periodo di qualche mese del 1261 in cui il ruolo di Landmeister fu ricoperto da Georg von Eichstätt.
Von Breithausen guidò i cavalieri di Livonia per due anni, quando nel 1263 fu sostituito nel suo ruolo da Konrad von Mandern.